# Tonneke
Tonneke is een Belgisch bier.
Het bier wordt gebrouwen door Brouwerij Contreras te Gavere.
Tonneke is een ale of “Spéciale belge” (hoge gisting) met een alcoholpercentage van 5%. Het bier werd reeds gebrouwen in 1818. Sinds 2008 is Tonneke door het Vlaams Centrum voor Agro- en Visserijmarketing (VLAM) erkend als streekproduct.
Tonneke wordt verkocht in flesjes van 25cl, maar wordt op bestelling ook in eiken vaten van 30 liter gedaan.